# Parimejník
Parimejník nebo také paremijník (rusky паремийник, řecky προφητολόγιον – profitológion neboli profetologium) je liturgická kniha byzantského ritu, užívaná pravoslavnou a řeckokatolickou církví. Obsahuje perikopy ze Starého zákona (tzv. parimeje) uspořádané kalendářně podle svátků v průběhu liturgického roku, které se čtou při večerních bohoslužbách vždy v předvečer příslušného svátku.
Řecké profetologium bylo sestaveno v 7. století v Cařihradě. Na Velké Moravě pořídili sv. Cyril a Metoděj překlad parimejníku do staroslověnštiny ve druhé polovině 9. století. Nejstarším dochovaným slovanským parimejníkem je Grigorovičův parimejník z konce 12. století nebo počátku 13. století. V balkánských zemích se parimejníky užívaly do 15. století, v Rusku až do 17. století.